# یالتا ۱۴۷۵
سیارک ۱۴۷۵ (به انگلیسی: 1475 Yalta، نامگذاری:1935SM) هزار و چهارصد و هفتاد و پنجمین سیارک کشف شده‌است که در ۲۱ سپتامبر ۱۹۳۵ و در رصدخانه سایمیز کشف شد.
قدر مطلق سیارک برابر ۱۲٫۸۰ است.